# 204842 Fengchia
204842 Fengchia este un asteroid din centura principală de asteroizi.

## Descriere
204842 Fengchia este un asteroid din centura principală de asteroizi. A fost descoperit pe 5 septembrie 2007 la Observatorul Lulin de Chi-Sheng Lin și Ye Quan-Zhi. Asteroidul prezintă o orbită caracterizată de o semiaxă mare de 3,16 ua, o excentricitate de 0,15 și o înclinație de 2,3° în raport cu ecliptica.